# La nuora giovane
Pour plus de détails, voir Fiche technique et Distribution.
La nuora giovane est une comédie érotique italienne réalisée par Luigi Russo et sortie en 1975.

## Synopsis
Franco, un homme d'affaires riche et charmant en crise avec sa femme Laura, succombe à la passion avec sa belle-fille Flora. Pendant ce temps, Sandro, le mari de Flora, a une liaison avec sa belle-sœur, et tous les membres de la famille finissent par avoir des liaisons.

## Fiche technique
- Titre italien : La nuora giovane[1]
- Réalisateur : Luigi Russo
- Scénario : Luigi Russo, Maria Virginia Onorato, Paolo Belloni, Marino Onorati (it)
- Photographie : Roberto Gerardi
- Montage : Luigi Russo
- Musique : Manuel De Sica
- Décors et costumes : Massimo Bolongaro
- Production : Luigi Mondello
- Société de production : Daino Film
- Pays de production :  Italie
- Langue originale : italien
- Format : Couleurs par Telecolor - Son mono - 35 mm
- Durée : 95 minutes
- Genre : Comédie érotique italienne
- Date de sortie :
  - Italie : 29 octobre 1975

## Distribution
- Philippe Leroy : Franco
- Simonetta Stefanelli : Flora
- Maurizio Bonuglia : Sandro
- Didi Perego : Laura
- Florence Barnes : belle-sœur
- Renzo Montagnani : comptable
- Mario Carotenuto : prêtre